# Nolai Szent Félix
Nolai Szent Félix (olaszul: Felice di Nola), (? – 256 vagy 313. január 13.) szentként tisztelt ókeresztény itáliai hitvalló.
Gazdag pogány katonatiszt fiaként született. Nola (Itália) városában lett pap, keresztény hitéért és buzgóságáért több ízben üldöztetést szenvedett. A börtönből – Nolai Szent Paulinus feljegyzései szerint – csodás módon jutott kiː angyal jelent meg neki, aki levette bilincseit és egy másik, a környező hegyekben rejtőzködő öreg püspök segítségére vezette. Más alkalommal Félix a nolai főtéren tanított, amikor támadói kivont karddal rontottak rá. Azonban Isten annyira elkápráztatta a támadókat, hogy azok éppen Félixet kérdezték meg, hogy hol lehet a püspök. Félix egy kőüregbe menekült a katonák távozása után, aminek nyílását azonnal beszőtte egy pók – így ott később sem keresték. A püspök egy idő után egy száraz kútba költözött, és heteken át ott is élt.
Az üldözések megszűnte után a város népe püspökké akarta tenni, ő azonban alázatból mást választatott meg, és szegénységben fejezte be az életét 256-ban vagy más források szerint 313-ban. A katolikus egyház szentként tiszteli és halála napján üli emlékét.